# Мильтнер, Юрий Константинович
Юрий Константинович Мильтнер (10 сентября 1935, Матусов — 11 января 2022) — советский и белорусский кинооператор мультипликационных фильмов киностудии «Беларусьфильм».

## Биография
Родился в 1935 году в селе Матусов.
На киностудию «Беларусьфильм» пришёл в 1960 году, в цех комбинированных съёмок, где проработал до 1977 года. В 1977 году перешёл работать в мастерскую мультипликационных фильмов кинооператором.

## Фильмография
1. 1973 — Парашюты на деревьях

### Мультфильмы
1. 1964 — Рогатый бастион (мультипликат к фильму)
2. 1972 — Неудачник
3. 1977 — Он прилетал лишь однажды
4. 1978 — Светлячок и росинка
5. 1979 — Вам старт
6. 1980 — Сказка о весёлом клоуне
7. 1981 — Труба
8. 1981 — Котёнок Филя и…
9. 1982 — Про Егора, про ворону...
10. 1982 — Динозаврик
11. 1983 — Непоседа
12. 1984 — Пинчер Боб и семь колокольчиков
13. 1984 — Никита
14. 1984 — Хлеб
15. 1985 — Это слон
16. 1985 — На заре во дворе
17. 1986 — Как дед за дождём ходил
18. 1986 — Кто?
19. 1986 — Лафертовская маковница
20. 1987 — Мальчик и лучик
21. 1988 — Шаги (альманах). Беглец
22. 1988 — Шаги (альманах). Всегда
23. 1989 — Иллюзион
24. 1989 — Моя мама волшебница
25. 1991 — Взвейтесь, соколы, орлами (второе название Фантазии Сидорова)
26. 1991 — Про рыцаря, который ничего не боялся
27. 1992 — Кому чёрт детей колышет
28. 1992 — Лабиринт 2
29. 1993 — Месяц
30. 1993 — Чудовище (второе название — Хапун)
31. 1994 — Реактивный поросенок
32. 1994 — Да здравствует свобода!
33. 1995 — Реактивный поросенок 2
34. 1995 — Про тигрёнка
35. 1995 — Белый клык
36. 1996 — Баллада о трех апельсинах
37. 1996 — Про любовь
38. 1996 — Сказки леса
39. 1996 — С днем рождения
40. 1996 — Жило-было дерево
41. 1996 — Эллегия
42. 1997 — Сказка о глупом цыпленке
43. 1997 — Сказка о синей свитке
44. 1997 — Чего на свете не бывает
45. 1998 — Пастораль
46. 1999 — Сова
47. 1999 — Дверь
48. 1999 — Ёрш и воробей
49. 2001 — Музыкант-чародей
50. 2001 — Черепаха, которая заставила себя уважать
51. 2002 — Песенка для канарейки
52. 2002 — Приключения реактивного поросёнка. Приключение первое. Как быстрее подрасти
53. 2003 — Бежал мышонок по траве
54. 2003 — Нестерка 1. Как Нестерка клад нашел
55. 2004 — Как служил же я у пана
56. 2004 — Приключения реактивного поросёнка. Приключение второе. Как починить небо
57. 2005 — Приключения реактивного поросёнка. Приключение третье. Как играть в книгу
58. 2005 — Нестерка 2. Как Нестерка на кирмаш собирался
59. 2006 — Приключения реактивного поросёнка. Приключение четвёртое. Как переждать непогоду
60. 2006 — Волшебная лавка
61. 2006 — Мюнхаузен в России
62. 2007 — Лягушка-путешественница
63. 2007 — Приключения реактивного поросёнка. Приключение пятое. Как сделать открытие
64. 2007 — Нестерка 3. Как Нестерка горшки продавал
65. 2008 — Нестерка 4. Как Нестерка с кирмаша ехал
66. 2008 — Про дружбу, Шарика и летающую тарелку
67. 2009 — Нестерка 5. Как Нестерка искал обручальное кольцо
68. 2010 — Нестерка 6. Как Нестерка свою невесту искал
69. 2009 — Птаха